# Vichy-Muster

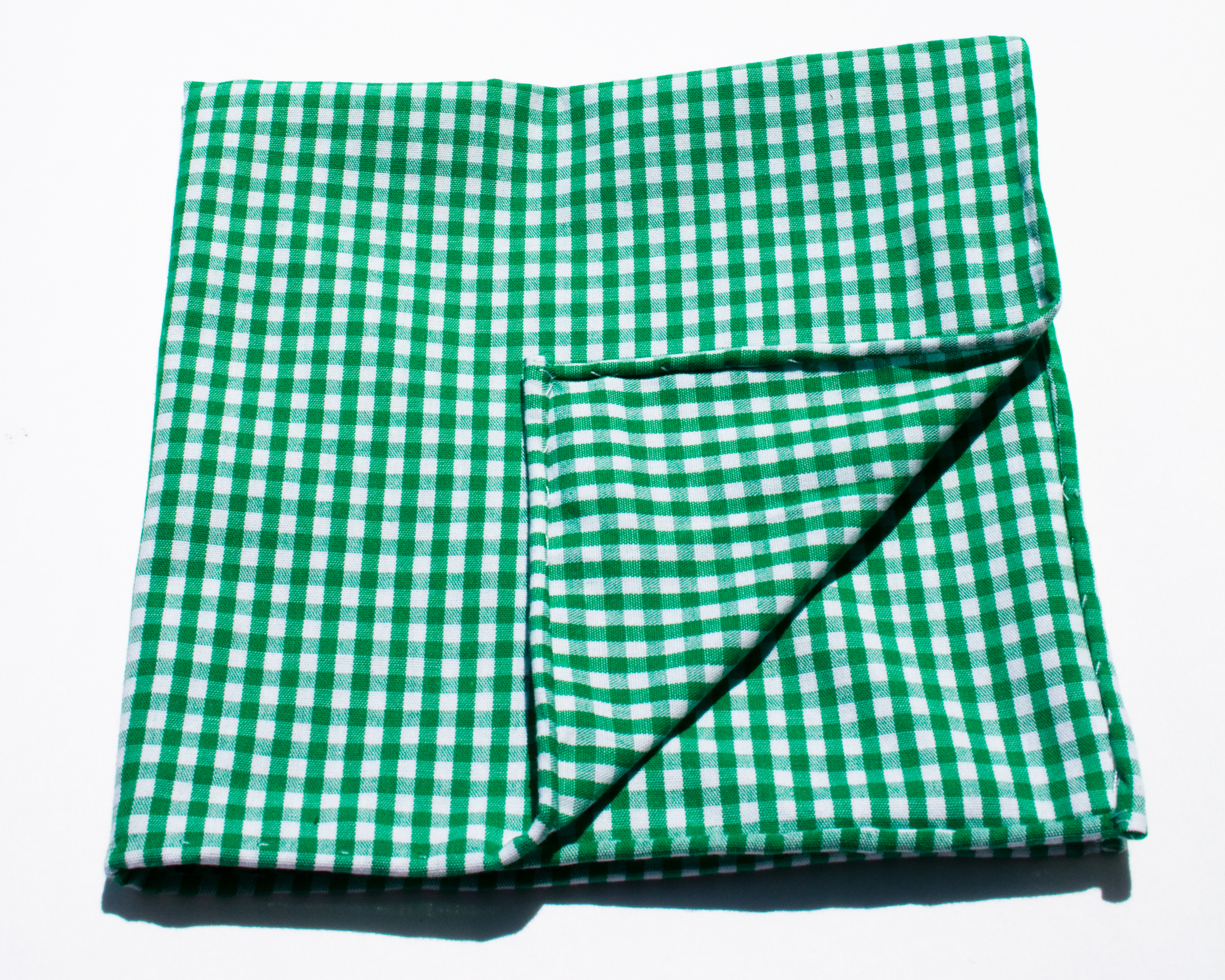
Vichy-Muster als Karo in grün

Unter dem Begriff Vichy-Muster oder Gingham-Muster (salopp auch „Bauern-Karo“) werden verschiedene gewebte Textilmuster zusammengefasst. 

## Aussehen
Ursprünglich verstand man unter einem Vichy- bzw. Gingham-Muster Farbstreifen, die sich mit gleich breiten Zwischenräumen abwechseln. Heute sind die genannten Bezeichnungen meist karierten Mustern vorbehalten, bei denen Kett- und Schussstreifen rechtwinklig miteinander gekreuzt werden. Es entsteht ein Dessin mit weißen, halbgefärbten und an den Kreuzungsstellen durchgefärbten Quadraten. Typische Farben sind rot, blau und deren Pastelltöne auf weißem Grundgewebe. Anders- und mehrfarbige Dessins sind inzwischen ebenso üblich.

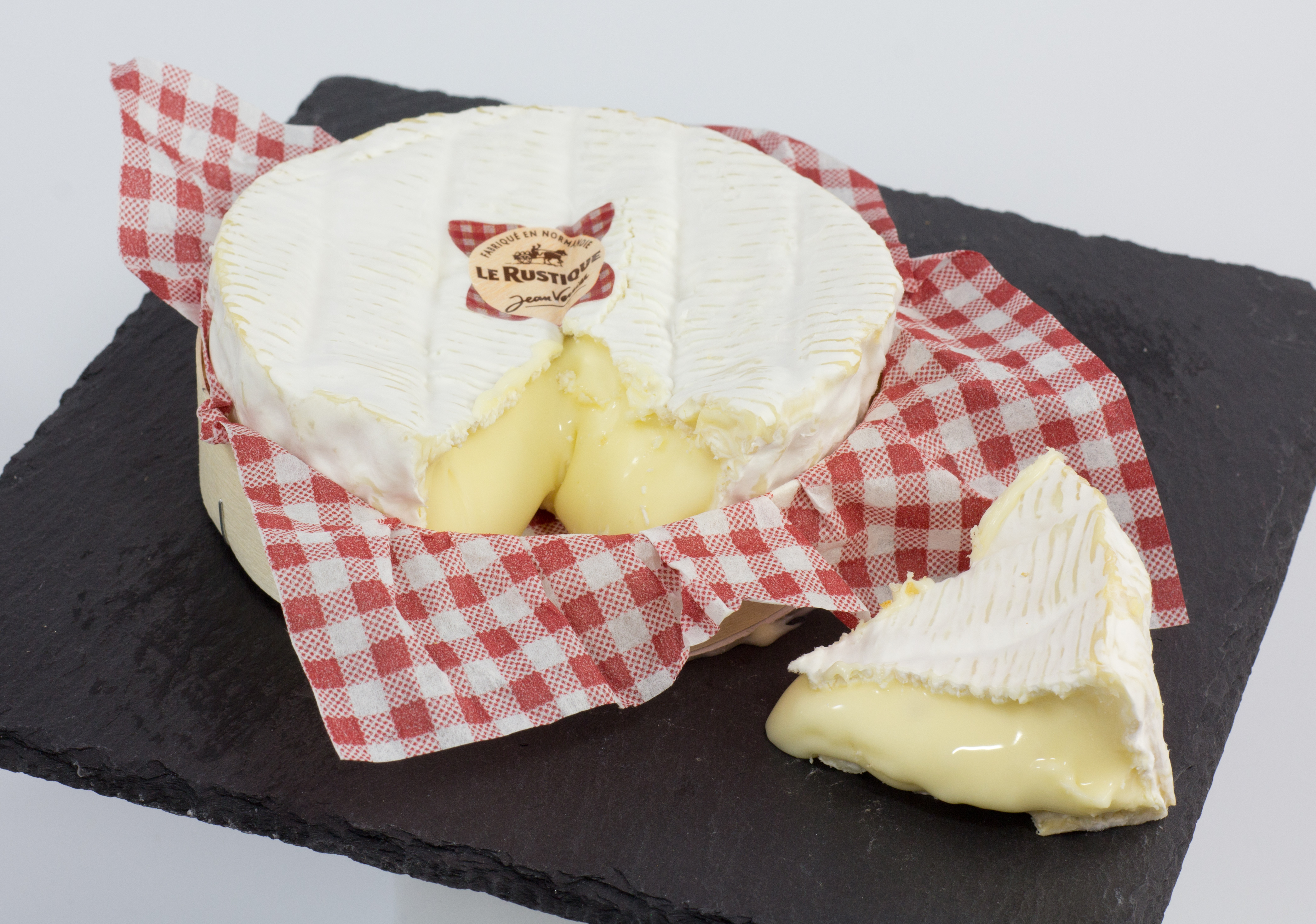
Rotes Vichy-Karo als Muster im Lebensmittelbereich

## Ursprung
Im 17. Jahrhundert importierte Großbritannien gestreifte Stoffe aus Malaysia (malaiisch genggang ‘gestreift’). In Anlehnung daran stellten später Textilfabriken in Manchester Stoffe mit karierten Streifenmustern her und nannten sie in Verballhornung des malayischen Namens Gingham. Eine alternative Theorie führt den Namen auf die bretonische Stadt Guingamp zurück. 
Baumwolltücher mit ähnlichem Muster wurden auch im französischen Kurort Vichy produziert. 1863 besuchte Kaiser Napoleon III, der hier häufiger seinen Urlaub verbrachte, die Spinnerei Grivates in Cusset. Kaiserin Eugenie gefiel das Muster und sie brachte es nach Paris, wo es unter dem Namen Vichy populär wurde. „Man muss sich in ‚Vichy‘ sehen lassen … mit lila und weißen Streifen oder rosa und hellgelb.“
Während sich in der englischsprachigen Welt die Bezeichnung Gingham durchgesetzt hat, spricht man in französischsprachigen Ländern meist von Vichy. Im deutschsprachigen Raum werden die Begriffe synonym und nahezu gleichberechtigt verwendet.

## Verwendung
Als einfaches, minimalistisches und kontrastreiches Muster wurde es ursprünglich für Bett- und Tischwäsche, für Vorhänge, Pyjamas etc. verwendet – u. a. beim Militär. Auch in der Trachtenmode spielt es eine gewisse Rolle („Bauern-Karo“). In den 1950er Jahren wurde das Vichy-Muster auch in der gehobenen Mode beliebt, insbesondere durch Brigitte Bardot, die es erstmals 1953 auf dem Cover der Modezeitschrift Elle trug, und schließlich 1959 ein Hochzeitskleid im rosa Vichy-Muster. Mittlerweile ist das Muster in der gehobenen Freizeitmode („Casual Wear“) insbesondere bei Hemden und Blusen fest etabliert. 
Überdies verwenden mehrere französische Lebensmittelhersteller das Muster für ihre Verpackungen als Symbol für hochwertige industrielle Weiterverarbeitung (z. B. Le Rustique, Bonne Maman, Cochonou).
Das ursprüngliche Vichy-Muster wurde mit gröberen Streifen durch die Häftlingsbekleidung der Insassen von KZ-Lagern im Dritten Reich bekannt.

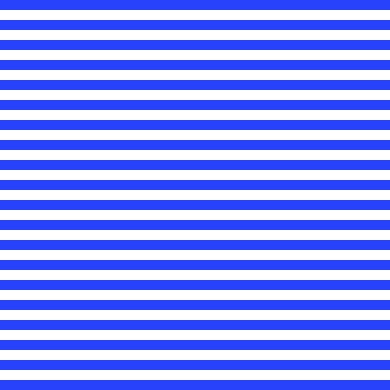
Vichy-Streifen in Blau
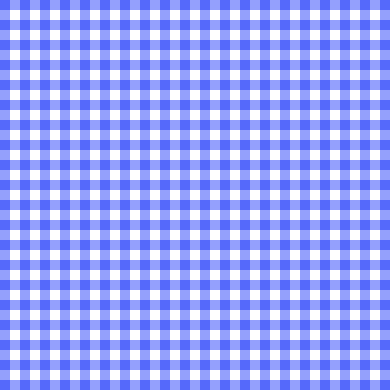
Vichy-Karos in Blau
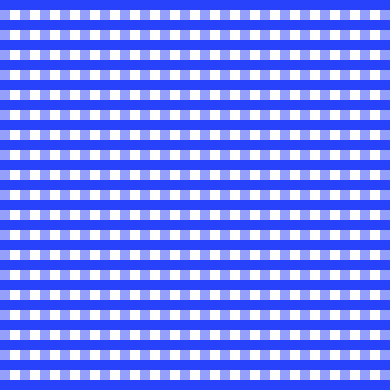
Weiteres Vichy-Muster in Blau